# Alwin Koch
Alwin Koch (* 30. Dezember 1839 in Lindau; † 28. Januar 1919 in Frankenthal in der Pfalz) war ein deutscher Klassischer Philologe. Er leitete von 1880 bis 1909 die Lateinschule bzw. das Progymnasium in Frankenthal (Pfalz).

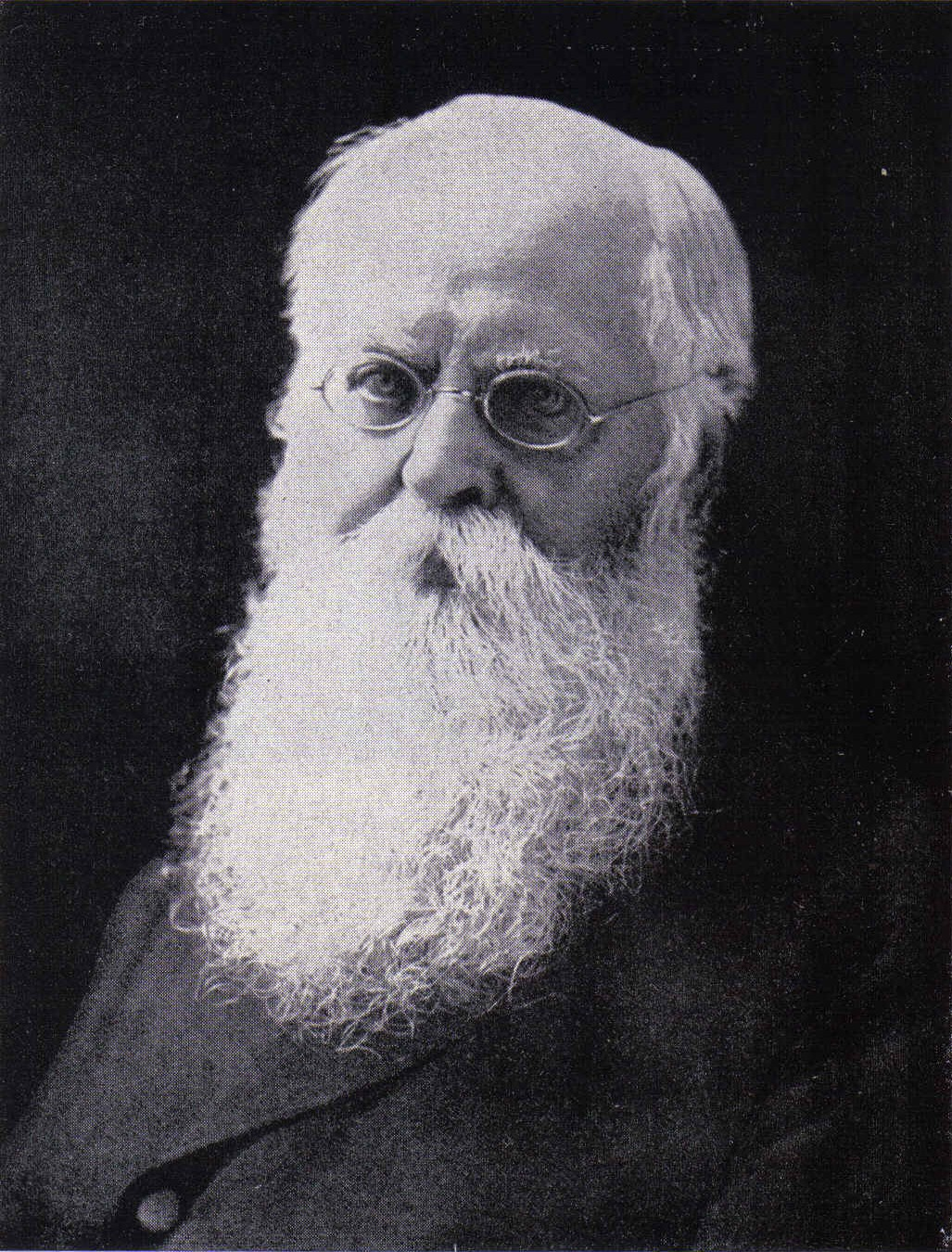
Alwin Koch (1906)

## Leben
Nach dem Besuch des Gymnasiums in Augsburg und Kempten studierte Alwin Koch Klassische Philologie an der Universität München. Nach dem Staatsexamen (1864) arbeitete er als Assistent (Hilfslehrer) in Bergzabern und in Kusel. 1866 ging er als Studienlehrer an die Lateinschule zu Frankenthal, an der er sein Leben lang blieb. 1880 wurde er zum Schulleiter ernannt (mit dem Titel Subrektor). Auf seine Initiative ging die Umwandlung der Lateinschule in ein Progymnasium (1894) sowie der Neubau der Schule (1903) zurück. Ab 1894 trug Koch den Titel eines königlichen Rektors und Studienprofessors. Am 1. Februar 1909 trat Koch in den Ruhestand. Er richtete 1903 an der Schule eine Stiftung für begabte Schüler ein und schenkte ihr zahlreiche Bücher aus seinen Beständen. Die Stiftung ging während der Inflation verloren, die Schulbibliothek verbrannte im Zweiten Weltkrieg.
Neben seiner Unterrichts- und Verwaltungstätigkeit am Progymnasium trat Koch auch mit wissenschaftlichen Arbeiten hervor. Er verfasste kommentierte Schulausgaben der Ilias, der Odyssee und Übersetzungen der Autoren Ovid, Livius, Curtius Rufus.

## Schriften
- Des Publius Ovidius Naso Briefe der Heroiden 1–9 metrisch übersetzt. Frankenthal 1888 (Schulprogramm).
- mit Friedrich Johann Hildenbrand: Beiträge zur Geschichte der Stadt Frankenthal in der Pfalz. Frankenthal 1894 (Schulprogramm).
- Aus der Schule für die Schule. Übersetzung ausgewählter Kapitel des 24. Buches der römischen Geschichte des Livius. Frankenthal 1897 (Schulprogramm).
- Aus der Schule für die Schule. Übersetzung ausgewählter Kapitel des 24. Buches der römischen Geschichte des Livius. II. Auswahl aus Livius XXV und XXVI. Frankenthal 1899 (Schulprogramm).
- Schüler-Kommentar zu Homers Odyssee. Leipzig 1898. Zweite Auflage, Leipzig/Wien 1919.
- Schüler-Kommentar zu Homers Ilias. Leipzig 1899. Dritter Abdruck, Leipzig 1917.